# Иванов, Андрей Иванович
Андре́й Ива́нович Ива́нов (1775, Москва — 12 [24] июля 1848, Санкт-Петербург) — русский исторический живописец, сторонник классицизма, один из основных петербургских художников александровской эпохи, педагог; отец и наставник Александра Ива́нова. Академик (с 1803; ассоциированный член — «назначенный» с 1800) и профессор (с 1812) Императорской Академии художеств; наряду с Алексеем Егоровым и Василием Шебуевым — учитель многих выдающихся мастеров николаевской эпохи.

## Биография
Сведения о его происхождении не сохранились, первые свои годы будущий великий художник провёл в Воспитательном доме в Москве. В 1782 опекунский совет в числе прочих двадцати восьми питомцев направил его в петербургскую Академию художеств.
Учителем Андрея Ивановича в историческом классе был Григорий Иванович Угрюмов, выдающийся мастер, один из основоположников русской исторической живописи. Его влияние можно проследить на творчестве и педагогической практике Андрея Иванова. Известное воздействие на воспитание молодого художника мог также оказать Габриэль-Франсуа Дуайен, переехавший в Россию в 1791 году и до 1801 года несколько лет с перерывом руководившим историческим классом в петербургской Академии художеств. 29 декабря 1795 года — получил 1-ю серебряную медаль за рисунок с натуры. В 1797 году за картину «Ной по выходе из ковчега приносит жертву Богу» получил Большую золотую медаль и тогда же аттестат 1-й степени на звание классного художника. Был оставлен пенсионером при Академии для «вящего в художествах познания» и почти одновременно начал там же преподавать. 1 сентября 1798 года пенсионер Андрей Иванов был зачислен в академический штат. Примерно к этому же времени относится его встреча с будущей женой — Екатериной Ивановной Демерт (1782–1843). 20 декабря 1798 года был назначен «для обучения учеников рисованию», 18 августа 1800 г. Иванов получил звание «назначенного в академики», а 21 сентября в церкви Симеона и Анны состоялось венчание. Вступив в брак, он уже не мог, по академическим правилам, получить заграничного пенсионерства и по его словам, «уступил» эту возможность своим товарищам — А. Е. Егорову и В. К. Шебуеву.
После бракосочетания молодые супруги поселились на академическом Литейном дворе, в здании «бывшей трубной», где семья жила во всяком случае до 1811 г. Здесь в 1806 г. у Ивановых родился сын Александр — будущий гениальный художник. Позднее, будучи уже старшим профессором, Андрей Иванов получил квартиру в главном здании Академии. У Ивановых было десять детей: Екатерина (в замужестве Сухих; 1802—1856?), Александр (1806—1858), Петр (1809—1819), Мария (1811—1836), Павел (1815—1819), Сергей (1822—1877), Елизавета (1824—1833), Надежда (1804—?), Николай (р. 1813), Надежда-вторая (р. 1817). Трое последних умерли во младенчестве. Александр воспитывался как старший сын в семье, преемник отца, его заместитель и помощник. Младший сын, Сергей, впоследствии стал видным исследователем античной архитектуры.
Продвижение на служебном поприще шло успешно. С 29 сентября 1802 г. он, вместе с Егоровым, «правит должность» адъюнкт-профессора в натурном классе, а 1 мая следующего года вступает в эту должность со штатным окладом. 1 сентября 1803 он получает звание академика за картину «Адам и Ева с детьми под деревом после изгнания из рая». Ревностно продолжая педагогическую деятельность, в свободное от занятий время он выполняет многочисленные оригиналы для копирования. Его учебные рисунки с произведений старых итальянских мастеров XVII века (Доменикино, Караччи, Гвидо Рени), а также Лосенко долго использовались в качестве образцов в академических классах, многие из них были гравированы А. Ухтомским. Принимал участие в составлении проектов медалей — большой и малой в 1808 году, с надписью «Отечество за усердие 1807» и 1809 году — в честь заключения мира со Швецией в Фридрихсгам. Писал иконы: «Архангела Гавриила и Михаила» для церкви при Конном полку в Санкт-Петербурге, «Моление о чаше» для церкви Михайловского замка, в 1804—1805 гг. написал запрестольный образ «Воскресение Христово с хором ангелов» и иконы для половины иконостаса церкви Апостола Павла при Мариинской больнице в Санкт-Петербурге. Вместе с В. Л. Боровиковским, А. Е. Егоровым, В. К. Шебуевым, А. Г. Варнеком и другими художниками участвовал в работе по живописному украшению Казанского собора, для которого написал иконы: «Рождество Богородицы», «Сретение Господне», «Крещение», «Преображение Господне», «Христос в пустыне», «Архидиакона Лаврентия» и др. в 1804—1811 гг. Писал иконы для церквей Преображенского, Измайловского, 1-го Карабинерного полков.
С 1 сентября 1806 г. Иванов уже официально утверждён в должности адъюнкт-профессора исторического класса.
С 1812 — профессор за картину «Единоборство князя Мстислава Удалого с косожским князем Редедей». В 1820 году написал «Минерву, парящую в небесах» для чугунной лестницы Академии художеств.

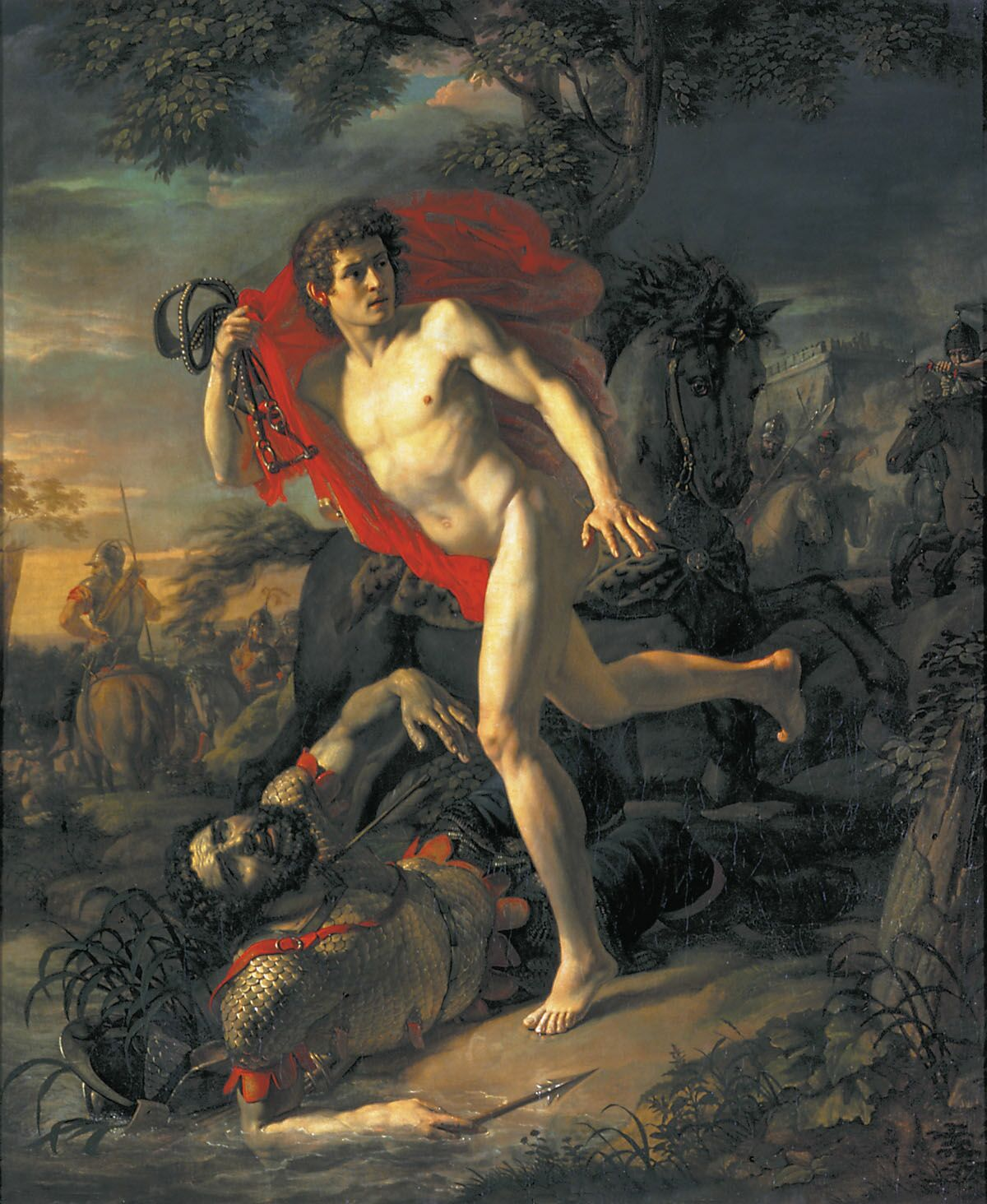
«Подвиг молодого киевлянина при осаде Киева печенегами в 968 году»

Отставка Иванова в то время, когда он только что был отмечен знаком тридцатидвухлетней беспорочной службы, до сих представляется как следствие исключительно одного произвола Николая I, осудившего картину «Смерть генерала Кульнева» (1830). Атмосфера, сложившаяся в то время в академических стенах, убедительно показывает большую сложность происшедшего. Беспрецедентный случай отставки четырёх уважаемых профессоров — Иванова, Степана Пименова и братьев Александра и Андрея Михайловых, один из которых был ректором, — свидетельствовал, что в Академии художеств шла жестокая борьба за главенствующее положение. На пути Шебуева, мечтавшего о месте ректора, стоял старший профессор Иванов.
Через несколько лет его ученик Карл Брюллов, вернувшийся в Россию, получил на торжестве в честь своего возвращения лавровый венок, который он тут же возложил на голову стоявшего рядом с ним Иванова, показав этим поступком, что безгранично уважает своего учителя и во многом обязан ему своим успехом. Выйдя в отставку, Иванов продолжил работать, главным образом, по заказам. Оторванный от привычной трудовой обстановки, вместе с тем он сохранил интерес к судьбе учеников и всем академическим событиям.
Конец Иванова особенно печален. В 1843 г. смерть унесла заботливую супругу. Вскоре Петербург покидает младший сын Сергей. Андрей Иванов остался на попечении внучки Е. Сухих — довольно легкомысленной особы, несомненно повинной в утере ряда работ А. И. и А. А. Ивановых.
Скончался в июле 1848 г. от холеры. Был похоронен на Смоленском православном кладбище; могила не сохранилась.
Был активным участником Вольного общества любителей словесности, наук и художеств.

## Творчество

«Адам и Ева с детьми под деревом»

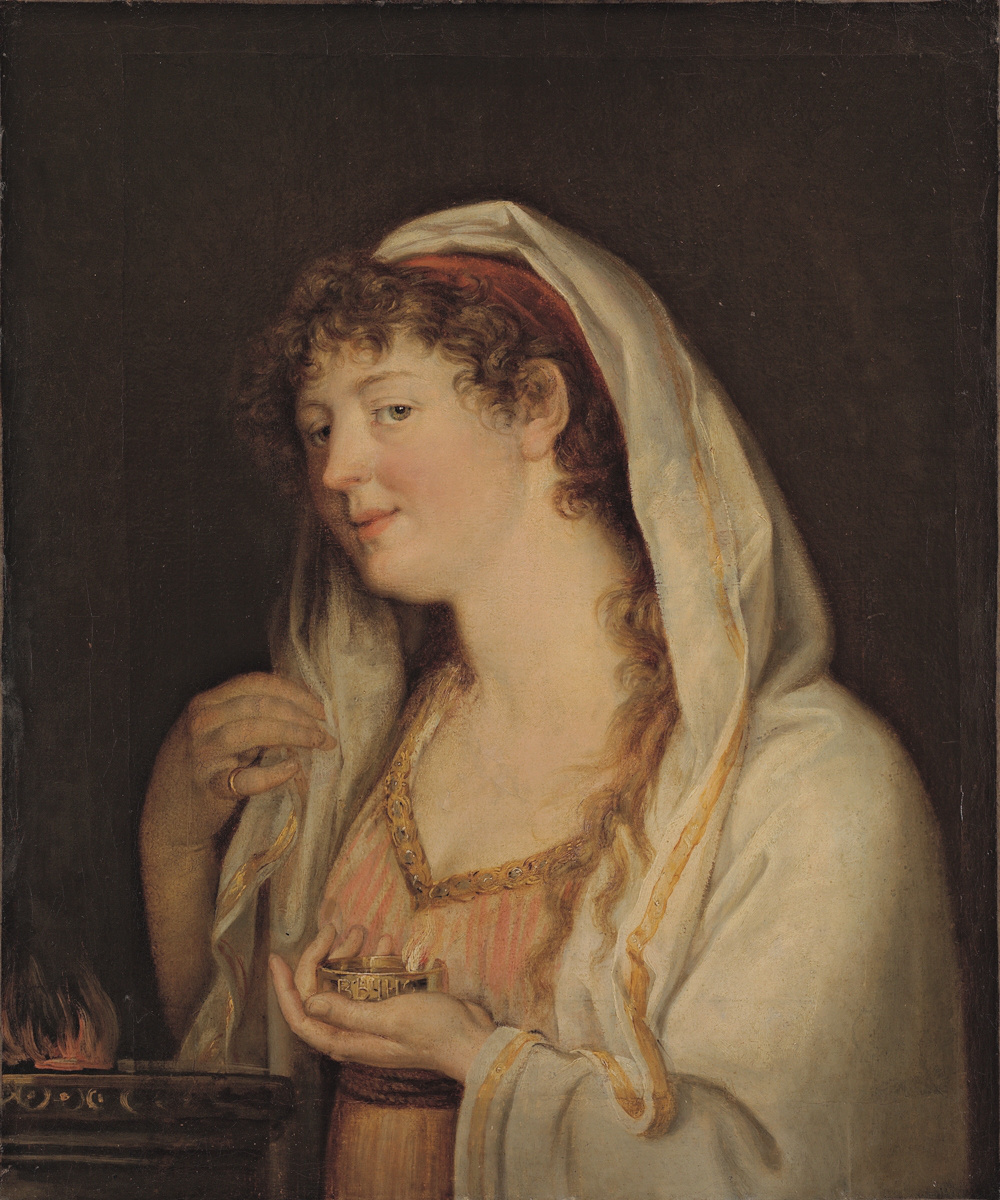
Жена художника в образе весталки

В живописи придерживался академической системы построения исторической картины. Иванов воплощал в своих произведениях идеи гражданственности и патриотизма («Смерть Пелопида», «Подвиг молодого киевлянина при осаде Киева печенегами в 968 году»). Много работал в жанре религиозной живописи для церквей Петербурга (иконы в Казанском и Преображенском соборах, в Конюшенной церкви, в церкви Почтамта и Михайловского замка). Также написал иконостасы для церкви св. благоверного князя Александра Невского в Варшаве, церкви Русской духовной миссии в Пекине и для Сионского собора в Тифлисе.
Его произведения, отличавшиеся прекрасным академическим рисунком и тонким колоритом, высоко ценились современниками. Иванов был выдающимся представителем старо-академической школы: отличный рисовальщик, прекрасно понимающий композицию, он писал свободно и в то же время добивался особого совершенства в моделировании формы. Как блестящий преподаватель, воспитавший много учеников, в том числе Карла Брюллова и своего сына Александра Иванова, занимает одно из видных мест в истории русской живописи.
Работы А. И. Иванова, указанные в «Словаре русских художников» Н. П. Собко:
- «Ной по выходе из ковчега приносит жертву Богу»
- «Христос в пустыне»
- Автопортрет. 1800. (Третьяковская галерея, Москва)
- Портрет Екатерины Ивановны Ива́новой (урождённой Демерт) в виде весталки. 1800. (Третьяковская галерея, Москва)

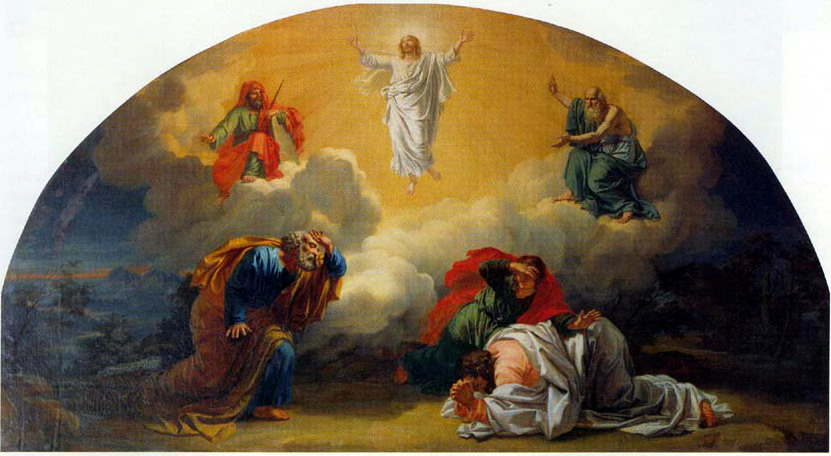
А. И. Иванов
Преображение. Между 1807 и 1809 гг.
Государственный Русский музей, С.-Петербург

- «Адам и Ева с детьми под деревом по изгнании из Рая» 1803 (Русский музей, С.-Петербург)
- Смерть Пелопида. 1805—1806. Третьяковская галерея, Москва
- Эскиз «Пётр Великий в лагере при р. Прут»
- Голова Сибиллы с картины Доменикино (гравирована Н. Плаховым)
- Руки Сибиллы с картины Доменикино (гравирована А. Ухтомским)
- «Стоящая фигура с розгами» с Доменикино (гравирована А. Ухтомским)
- «Сидящий циклоп» с А. Караччи (гравирована А. Ухтомским)
- Голова Марии Магдалины (гравирована А. Ухтомским)
- Голова Михаила Архангела с картины Гвидо Рени
- «Правосудие» с картины Лосенко
- «Подвиг молодого киевлянина при осаде Киева печенегами в 968 году». Около 1810-х г. (Русский музей, С.-Петербург)Иванов Андрей Иванович. Сретение Господне. 1800-е Для иконостаса Казанского собора. Государственный Русский музей, С.-Петербург

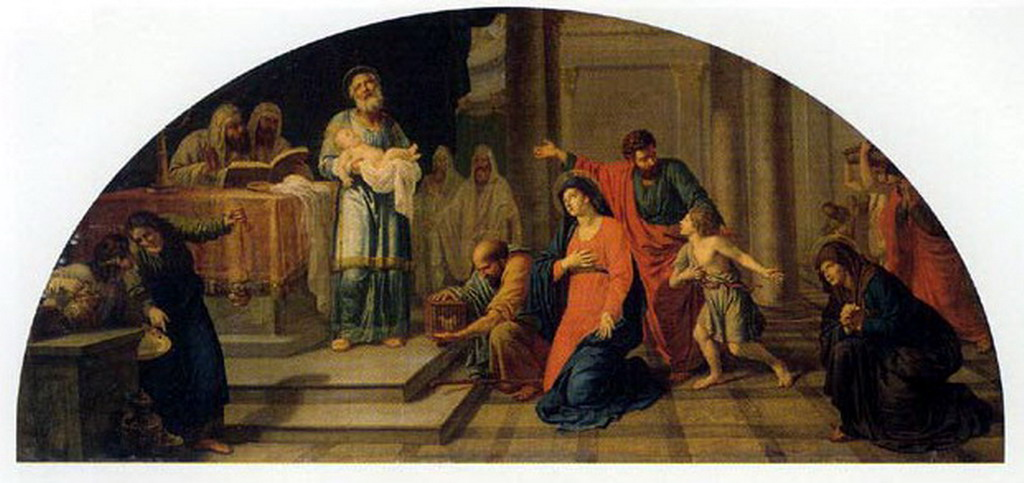
Иванов Андрей Иванович. Сретение Господне. 1800-е Для иконостаса Казанского собора. Государственный Русский музей, С.-Петербург

- «Единоборство князя Мстислава Владимировича Удалого с косожским князем Редедей». 1812. (Русский музей, С.-Петербург)
- «Смерть генерала Кульнева». 1827—1830 гг.
- «Петр Великий». 1837—1838 гг.
- Иконы «Архангел Гавриил и Михаил» для церкви Конного полка в Санкт-Петербурге. 1803
- Икона «Моление о чаше» для Михайловского замка.
- Запрестольный образ «Воскресение Христово с хором ангелов» и иконы для половины иконостаса церкви Апостола Павла при Мариинской больнице в Санкт-Петербурге. 1804—1805
- Иконы «Рождество Богородицы», «Сретение Господне»,«Крещение Спасителя» для главного придела Казанского собора в Санкт-Петербурге. 1804—1811
- Икона «Архидиакон Лаврентий» для придела Рождества Богородицы Казанского собора в Санкт-Петербурге. 1804—1811

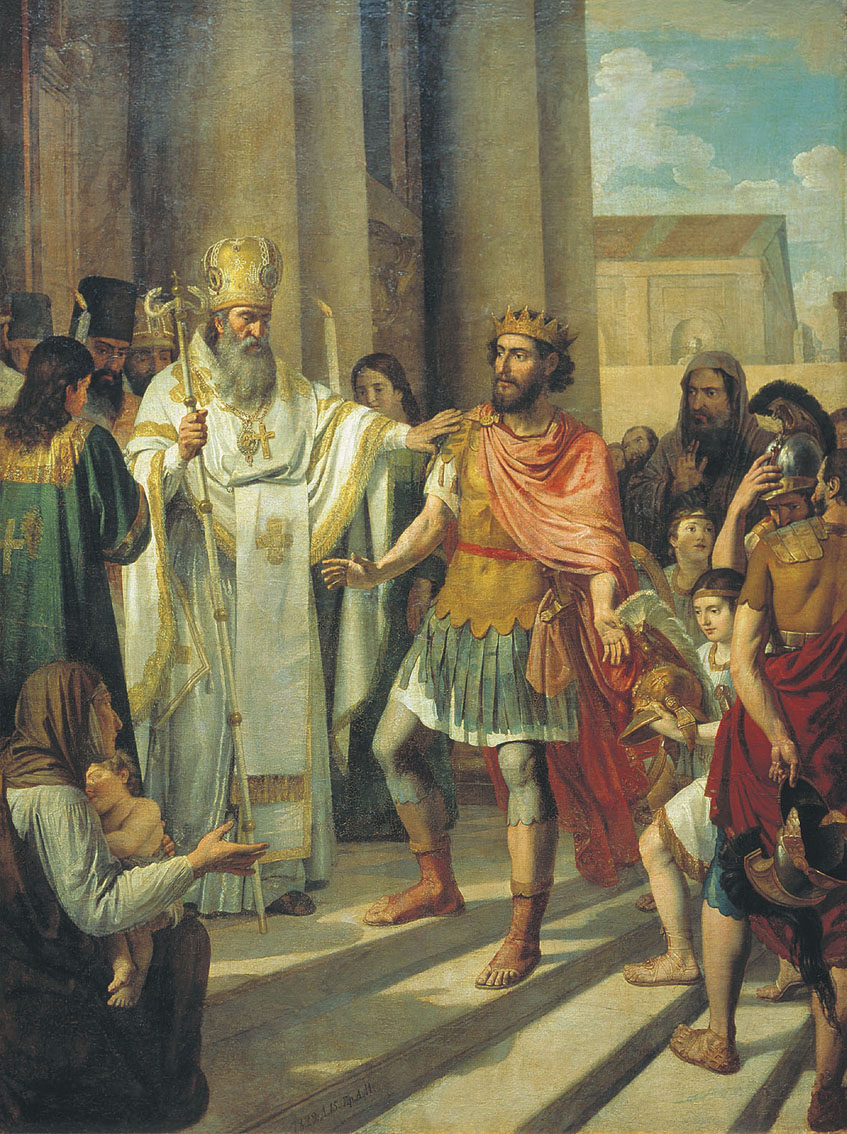
Амвросий Медиоланский воспрещает императору Феодосию вход в храм. 1829 Холст, масло. 211 x 158 см Государственная Третьяковская галерея, Москва

- Иконы «Спаситель», «Богоматерь», «Преображение Господне», «Христос в пустыне, которому служат ангелы», «Христос, воскрешающий сына вдовицы» для придела Антония и Феодосия Казанского собора в Санкт-Петербурге. 1804—1811
- Икона «Св. апостол Андрей» для Казанского собора в Санкт-Петербурге.
- Иконы «Архангел Гавриил и Михаил», «Преображение», «Воскресение Господне» для церкви Спаса Нерукотворного при Главном Конюшенном дворе в Санкт-Петербурге.
- Запрестольный образ «Христа Спасителя, сидящего на престоле Славы и окруженного Силами небесными», «Благовещение», четырёх Евангелистов с рисунков Варнека, «Воскрешение Спасителя», «Богоматерь», «Сретение Господне», «Св. Благоверный князь Александр Невский» с оригинала Шебуева, «Моисея, приемлющего закон на горе Синай», «Рождество Спасителя», «Поклонение волхвов», «Амвросия Медиоланского, воспрещающего Феодосию вход в храм» для церкви Сретения Господня при российской миссии в Пекине.
- Шесть образов с изображением 12 апостолов и 4 святителей: Петра, Алексея, Ионы и Филиппа для церкви Преображенского полка
- «Плащаница», «Иоанн-воин»[4] для Троице-Измайловского собора

- «Спаситель», «Богоматерь», «Архангел Гавриил», «Архангел Михаил» и запрестольный образ «Снятие с креста Спасителя» для церкви 1-Карабинерного полка в Санкт-Петербурге
- «Тайная вечеря» и запрестольный образ «Снятие с креста» 1831 г. для церкви Киевского полка
- «Воскресение Христово» для Сенатской церкви
- «Тайная вечеря», «Преображение Господне», «Взятие Богоматери на небо» для Смольного монастыря
- «Преображение Господне» и «Сошествие Св. Духа» для собора Александра Невского в Варшаве
- «Пророка Моисея» для Сионского собора в Тифлисе
- Икона «Апостолы Петр и Павел». 1841
- Икона «Св. Константин и Елена». 1841